# Палмас дел Мар (Порторико)
Палмас дел Мар (шп. Palmas del Mar) град је у америчкој острвској територији Порторико, острвској држави Кариба.

## Демографија
По попису из 2010. године број становника је 2.055.
| Група             | 2000.    | 2010.         |
| Белци             | 0 (0,0%) | 137 (6,7%)    |
| Афроамериканци    | 0 (0,0%) | 127 (6,2%)    |
| Азијати           | 0 (0,0%) | 2 (0,1%)      |
| Хиспаноамериканци | 0 (0,0%) | 1.906 (92,7%) |
| Укупно            | 0        | 2.055         |